# 津井手郁輝
津井手 郁輝（ついで いくてる、1937年 - 没年不明）は日本の文芸評論家。東京都生まれ。
1961年、中央大学商学部卒。1976年、探偵小説専門誌『幻影城』の第1回幻影城新人賞評論部門で「探偵小説と笑い-私的探偵小説論」が佳作となり、デビューした。受賞時は小田原市在住。第1回の評論部門では、ほかに寺田裕が佳作に選ばれている。
幻影城新人賞の受賞者を中心に結成された「影の会」のメンバー。

## 主な評論
雑誌掲載
- 探偵小説と笑い-私的探偵小説論 （『幻影城』1976年2月号）

単行本
- 探偵小説論 〈幻影城評論研究叢書3〉 （1977年12月、幻影城）